# Vikramjit Singh
Vikramjit Singh (* 9. Januar 2003 in Cheema Khurd, Indien) ist ein pakistanischer Cricketspieler, der seit 2019 für die niederländische Nationalmannschaft spielt.

## Kindheit und Ausbildung
Der Großvater von Singh floh nach den Anti-Sikh-Pogromen in Indien 1984 in die Niederlande. Die Familie zog später wieder zurück und nachdem Vikramjit Singh in Indien geboren wurde, ließ sie sich, als er sieben Jahre alt war, endgültig in den Niederlanden nieder. Mit elf Jahren wurde er entdeckt und spielte mit 15 Jahren im niederländischen A-Team.

## Aktive Karriere
Singh gab sein Debüt in der Nationalmannschaft bei einem Twenty20-Drei-Nationen-Turnier in Irland gegen Schottland im September 2019. Sein ODI-Debüt folgte im März 2022 in Neuseeland. Im Juni erreichte er gegen die West Indies ein Fifty über 54 Runs und im August zwei weitere gegen Pakistan (65 und 50 Runs). Er war dann Teil des niederländischen Teams beim ICC Men’s T20 World Cup 2022 und erreichte dort als beste Leistung 39 Runs gegen Namibia. Beim ICC Cricket World Cup Qualifier 2023 erreichte er gegen Simbabwe ein Fifty über 88 Runs und gegen den Oman ein Century über 110 Runs aus 109 Bällen, wofür er als Spieler des Spiels ausgezeichnet wurde. Daraufhin wurde er für den Cricket World Cup 2023 nominiert.